# Friedrich von Thiersch

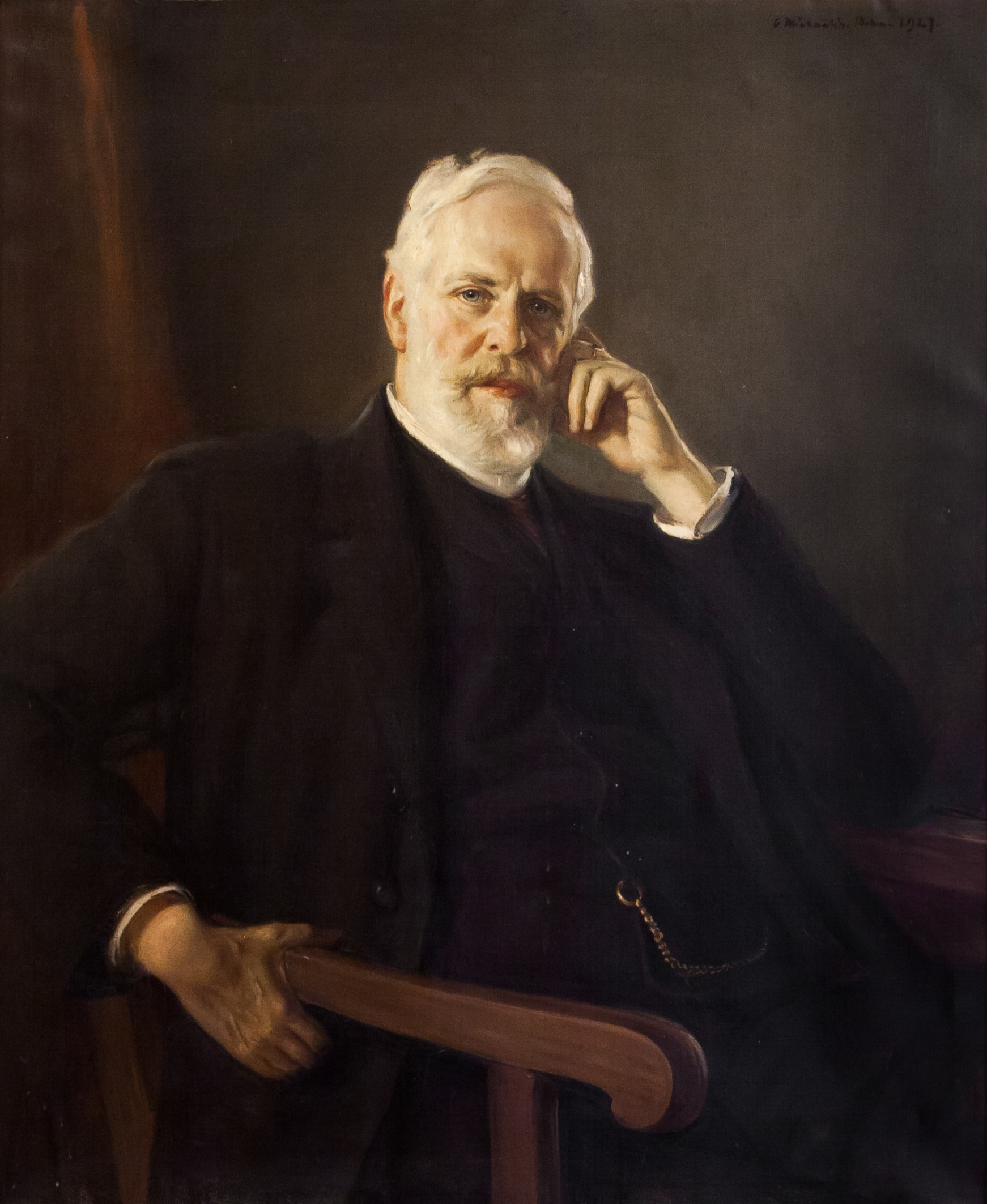
Porträt von 1927, Kurhaus Wiesbaden

Friedrich Maximilian Thiersch, seit 1897 Ritter von Thiersch (* 18. April 1852 in Marburg an der Lahn; † 23. Dezember 1921 in München), war ein deutscher Architekt und Maler. Er gilt als einer der bedeutendsten Vertreter des Späthistorismus.

## Leben
Thiersch wuchs in Marburg auf; er war der Enkel des Philologen Friedrich Thiersch, der Bruder des Architekten und Hochschullehrers August Thiersch und Onkel des Klassischen Archäologen Hermann Thiersch. Mit seiner Frau Auguste Thiersch geb. Eibler, einer Tochter des Kommerzialrats Eduard Eibler aus Lindau, hatte er acht Kinder, darunter die Schriftstellerin Berta Thiersch (1888–1984) und die Buchbinderin Frieda Thiersch (1889–1947), welche die angesehene Binderei der Bremer Presse leitete. Nach der Schule studierte Friedrich von Thiersch von 1868 bis 1873 Architektur an der Technischen Hochschule Stuttgart. Anschließend arbeitete er im Frankfurter Architekturbüro von Karl Jonas Mylius und Alfred Friedrich Bluntschli. Nach internen Streitigkeiten machte er sich 1878 selbständig.
Noch während der Frankfurter Arbeiten erreichte Thiersch 1879 ein Ruf aus München. Der Architekt und Hochschullehrer Gottfried von Neureuther hatte, angeregt von Thierschs Stuttgarter Lehrern, dafür gesorgt, dass der junge Architekt eine außerordentliche Professur „für Innendekoration und Perspektive“ an der Technischen Hochschule erhielt. Auf zahlreichen Bildungsreisen quer durch Europa (z. B. 1878 nach Griechenland) eignete sich Friedrich Thiersch umfangreiches baugeschichtliches und architektonisches Wissen an. Anschließend habilitierte er sich und übernahm 1882 Neureuthers Lehrstuhl „für höhere Baukunst“ als Professor an der Technischen Hochschule München. In seiner bis 1921 dauernden Lehrtätigkeit gewann er großen Einfluss auf die folgende Architektengeneration, u. a. auf Theodor Fischer (1862–1938), Hans Grässel (1860–1939), Karl Hocheder (1854–1917) und Emil Faesch (1865–1915). Nach seinem Durchbruch als Architekt blieb er in München wohnhaft, baute aber in ganz Deutschland für verschiedene Fürsten und Städte sowie für das Kaiserhaus. 1896 erhielt er auf der Internationalen Kunstausstellung in Berlin eine kleine Goldmedaille. Friedrich Thiersch wurde 1897 mit dem Verdienstorden der Bayerischen Krone ausgezeichnet und damit in den persönlichen Ritterstand erhoben. Sein letztes Lebensjahrzehnt war von persönlichen Verlusten geprägt. Im Januar 1914 verlor er seine Tochter Marie, im Oktober desselben Jahres fiel sein Sohn Ernst im Ersten Weltkrieg. 1918 starb sein Schwiegersohn Albrecht Zeller und 1920 sein zweiter Sohn Friedrich. Einen Tag vor Heiligabend 1921 starb Friedrich von Thiersch im Alter von 69 Jahren.

## Grabstätte

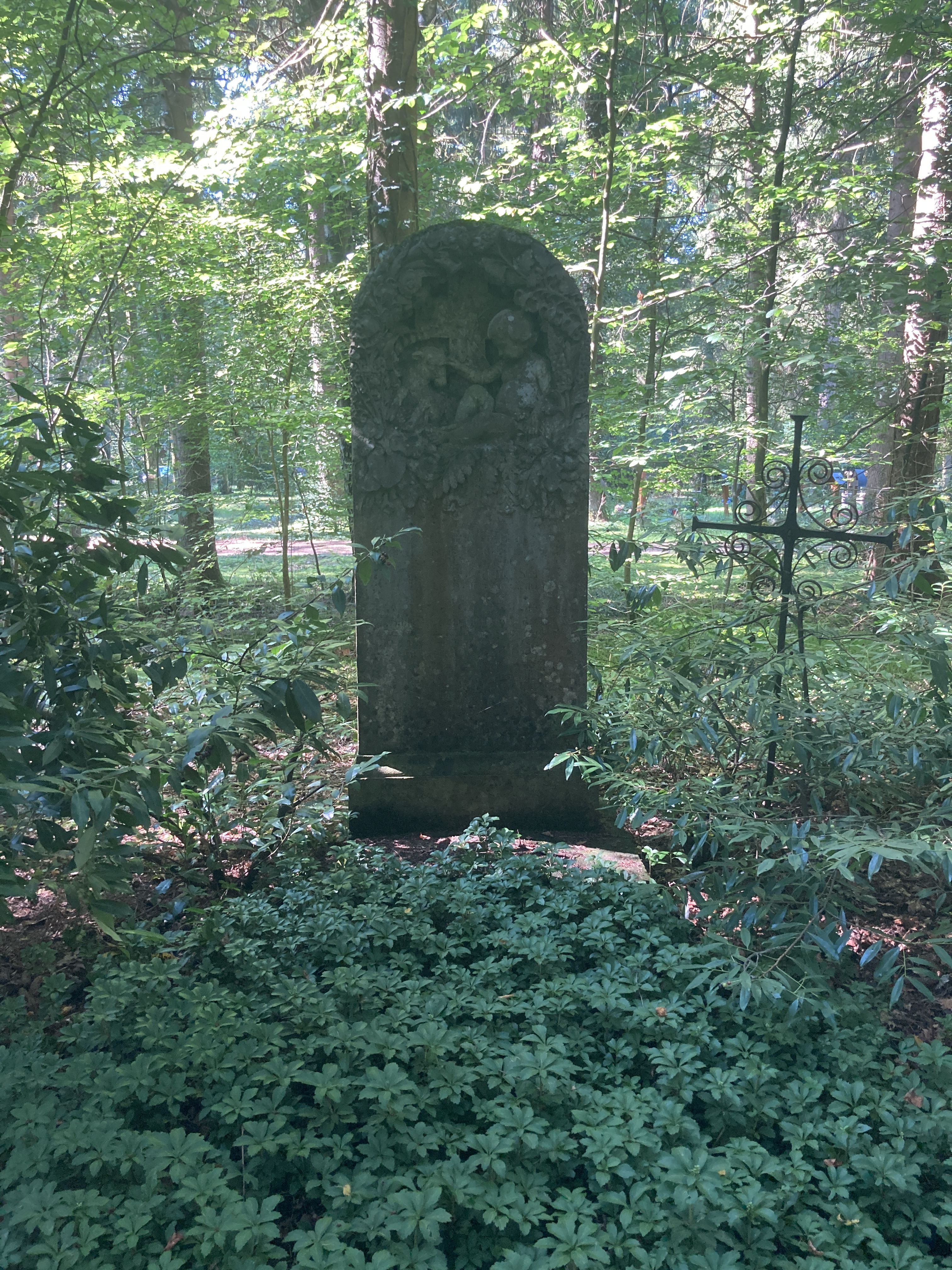
Grab von Friedrich Thiersch auf dem auf dem Münchner Waldfriedhof

Die Grabstätte von Friedrich Thiersch befindet sich auf dem Münchner Waldfriedhof (Grabnr. 71-W-10) Standort.

## Werk

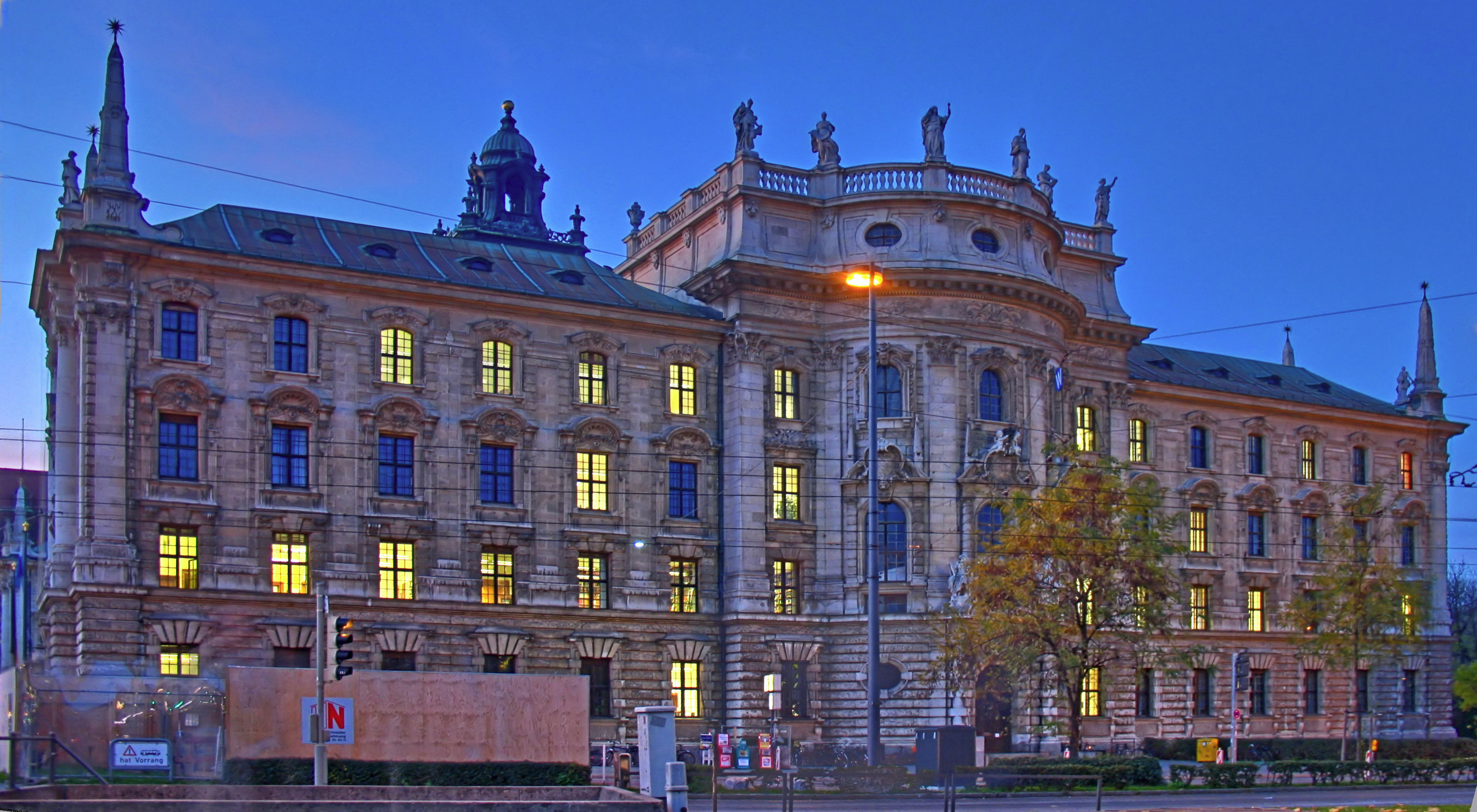
Münchner Justizpalast

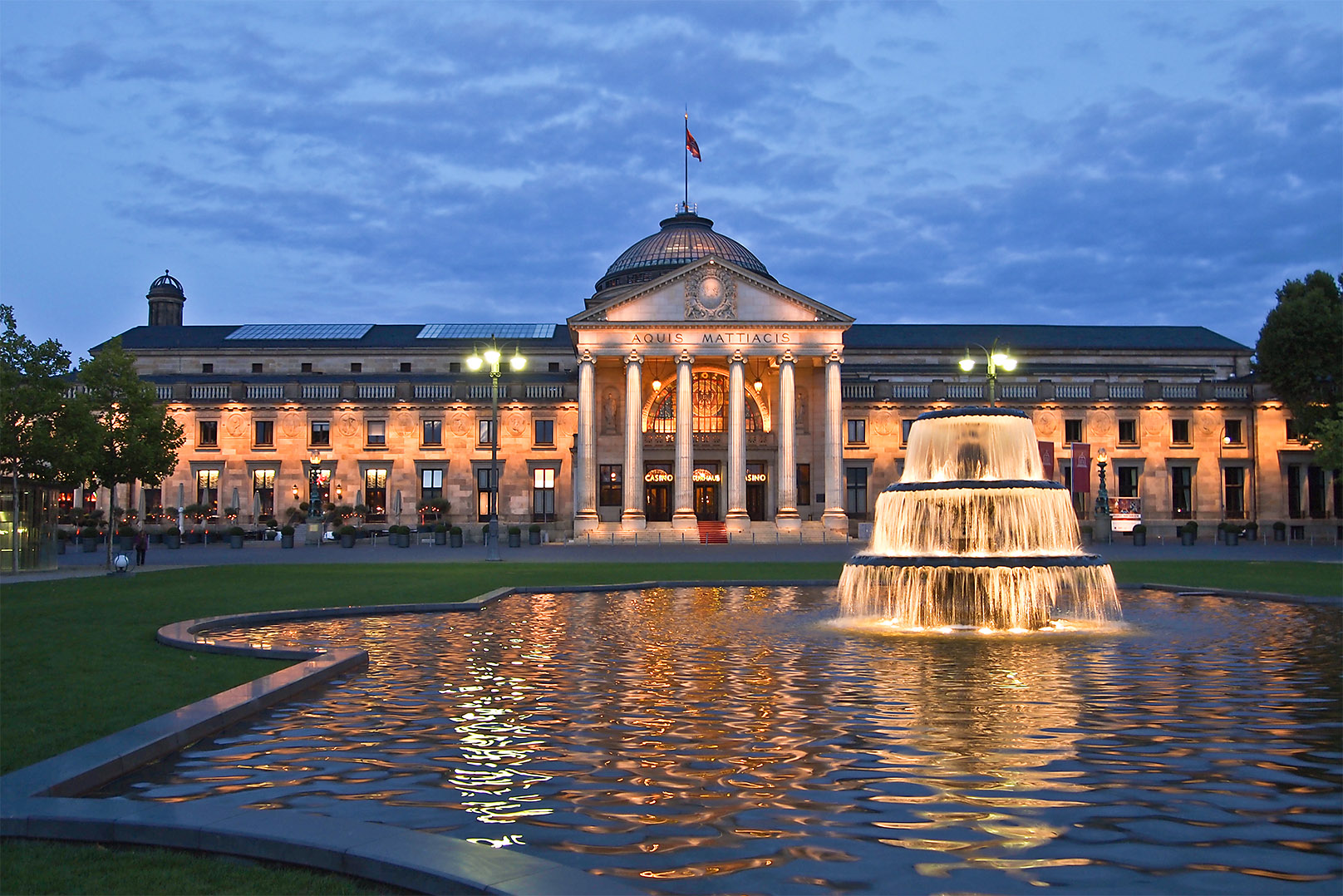
Kurhaus Wiesbaden abends

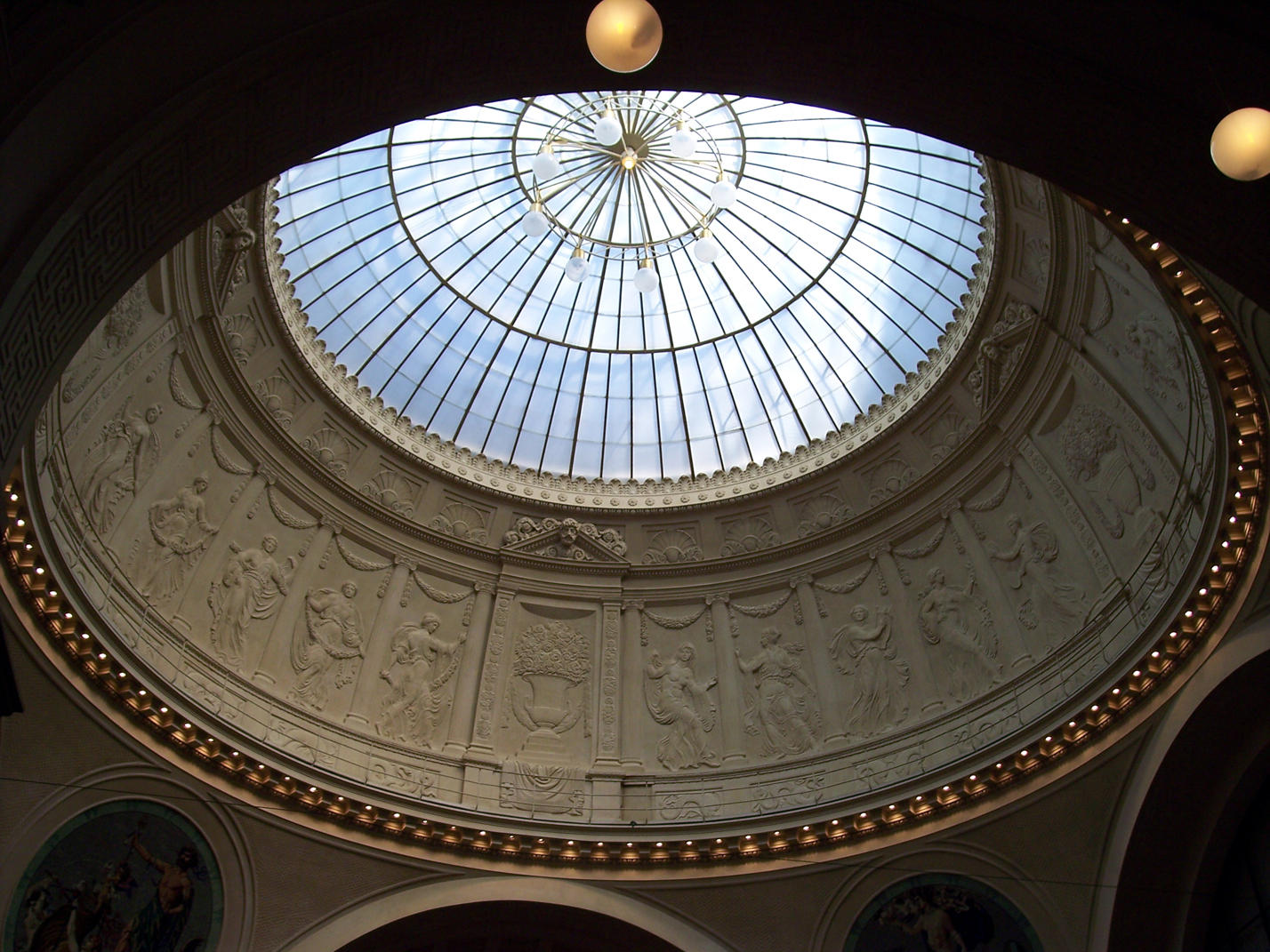
Thiersch war Experte für den Kuppelbau (hier: Kurhaus Wiesbaden)

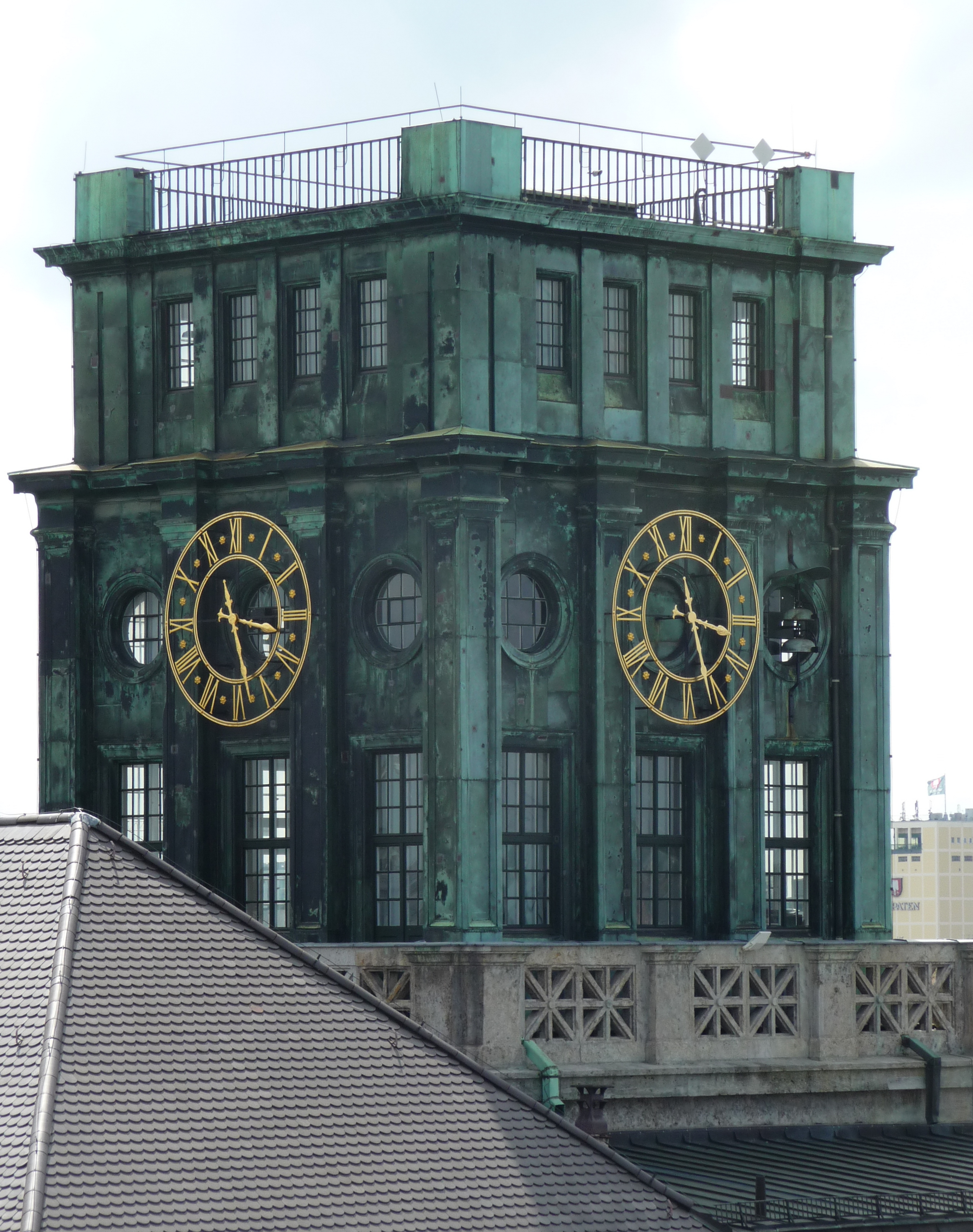
Friedrich von Thiersch schuf 1916 den Turm der Technischen Universität München.

1882 nahm er am zweiten Architekturwettbewerb für das Reichstagsgebäude in Berlin teil. Er war neben dem letztendlich siegreichen Paul Wallot der aussichtsreichste Anwärter auf den ersten Preis. Da die Jury sich nicht einigen konnte, erhielt er den 1. Preis zusammen mit Paul Wallot, der erst danach zum Hauptsieger erklärt wurde. 1885 beteiligte er sich ebenso am Wettbewerb um den Bau des Reichsgerichts in Leipzig. Der Zuschlag zu diesem Projekt erging zwar an Ludwig Hoffmann, aber Thiersch konnte durch seine gekonnte Symbiose aus verschiedenen Baustilen und die monumentale Würde seines Entwurfs dennoch einen Achtungserfolg erringen, der ihm 1887 den Auftrag zum Bau des Münchener Justizpalastes einbrachte. Der zwischen 1891 und 1897 erbaute Justizpalast, der sowohl Elemente des Neobarock als auch der Moderne (Glaskuppel) enthält, machte ihn schließlich berühmt. Zugleich schaffte die Stadt München es durch die Vergabe des Auftrags, Thiersch an sich zu binden, denn er hatte bereits einen Ruf an die Technische Hochschule (Berlin-)Charlottenburg erhalten. Er blieb so in München sesshaft und baute fortan auch für das Königreich Bayern. In München entstanden nach seinem Entwurf noch das Bernheimer-Palais (1887–1889) sowie, als der Justizpalast sich bereits nach fünf Jahren Nutzung als zu klein herausstellte, das Neue Justizgebäude (1902–1905). Mit der Fertigstellung des Justizpalastes erhielt er die Rittermedaille der Bayerischen Krone und wurde somit in den Adelsstand erhoben.
Dieser Monumentalbau weckte Interesse bei Kaiser Wilhelm II., der ihn unter anderem beauftragte, die historischen Altäre von Pergamon und Altyra für die Berliner Museumsinsel zu rekonstruieren. Außerdem verschaffte er ihm den Auftrag zum Bau des Wiesbadener Kurhauses, dessen Konzertsaal heute Friedrich-von-Thiersch-Saal heißt. Das zwischen 1902 und 1907 errichtete, monumentale Konzert- und Veranstaltungshaus beeindruckte den Kaiser, der zu Thiersch sagte, er könne sich in seiner eigenen Hauptstadt gar nicht trauen, ein so monumentales Gebäude errichten zu lassen.
Thiersch baute außerdem die Festhalle in Frankfurt am Main (1907–1909), die mit ihrer 65 Meter breiten Kuppel bis zum heutigen Tag ein technisches Meisterwerk darstellt, die heutige Theodor-Heuss-Brücke zwischen Mainz und Kastel (heute Wiesbaden) (1885) und die Garnisonkirche (heutiger Name: Friedenskirche) in Ludwigsburg (1899–1903).
Friedrich von Thiersch gilt als Meister der Symbiose historischer Baustile. Er wich von geltenden, akademischen Mustern ab und schuf etwas Neues, Historisierendes, aber in jeder Hinsicht Prachtvolles und Einzigartiges. Er bediente sich an der Formensprache vergangener Epochen, ohne jedoch ihre Gebäude genau zu kopieren. Gleichzeitig war er ein Experte für den Kuppelbau und versah seine Gebäude mit monumentalen Innenräumen. Zudem hielt er sich auf dem neuesten Stand der technischen Entwicklung und war stets auch an der Entwicklung von Zentralheizungen, Fahrstühlen, Lüftungssystemen und Sanitäranlagen in seinen Gebäuden beteiligt.

## Bauten und Entwürfe
- 1882–1885: Theodor-Heuss-Brücke über den Rhein zwischen Mainz und dem heute zu Wiesbaden gehörenden Mainz-Kastel
- 1887–1889: Wohn- und Geschäftshaus „Bernheimer-Haus“ in München, Lenbachplatz 3 (erweitert 1909; mit Martin Dülfer)
- 1891–1897: Justizpalast in München, Elisenstraße 1a / Karlsplatz
- 1894: Erweiterung des Löwenbräu-Kellers in München, Nymphenburger Straße 4
- 1896–1897: Grabdenkmal für Franz und Frieda von Lipperheide auf dem Alten St.-Matthäus-Kirchhof in Berlin-Schöneberg (beschädigt erhalten)
- 1897: Repräsentative Villa (Villa Fischer) in Meisterschwanden[3]
- 1898: Wettbewerbsentwurf für das Kurhaus in Wiesbaden, Kurhausplatz (ausgeführt 1905–1907)
- 1898–1899: Wohnhaus Reinemann in München
- 1898–1901: Erweiterungsbau des Rathauses in Fürth

Der Sitzungssaal des Rathauses gilt als eine der bedeutendsten Raumschöpfungen des späten Historismus.
- 1899–1901: Christuskirche in Aeschach
- 1899–1903: Katholische Pfarrkirche St. Georg in Hohenwart (zusammen mit Joseph Anton Müller)
- 1899–1901: Neue Börse (späterer Sitz der Industrie- und Handelskammer München) in München, Max-Joseph-Straße 2 / Maximiliansplatz 8
- 1901–1903: evang. Garnisonskirche in Ludwigsburg
- 1902–1903: Luitpoldkaserne in Lindau
- 1902–1903: Corneliusbrücke in München
- 1902–1903: Reichenbachbrücke in München
- 1903–1905: Neues Justizgebäude in München, Prielmayerstraße 5
- 1903–1905: Maximiliansbrücke in München
- 1906–1909: Festhalle in Frankfurt am Main (Wettbewerbsentwurf 1906, Ausführung bis 1909)[4]
- 1906–1916: Neubauten der Technischen Hochschule München
- 1907: Landerziehungsheim in Schondorf am Ammersee
- 1908–1909: Restaurierung und Umbau der Kapuzinerkirche St. Elisabeth in Aschaffenburg
- 1910: Wettbewerbsentwurf für ein Bismarck-Nationaldenkmal auf der Elisenhöhe bei Bingerbrück (nicht prämiert)[5]

## Filme
- Friedrich von Thiersch. Ein Münchner Architekt des Historismus. BR 2003, Dokumentation von Bernhard Graf

## Trivia
Porträtbüsten der beiden Architektenbrüder August und Friedrich stehen heute in der Eingangshalle des 1873/74 von ihnen gemeinsam geplanten Palazzo am Tegernsee. Der repräsentative Palazzo erbaut im italienischen Stil für den Serbenfürst Welimir Michail Theodorowitsch, wurde zuerst zum „Grandhotel Bayerischer Hof“ umgebaut und wird heute für Ferienwohnungen genutzt.